# Olvasószolgálat

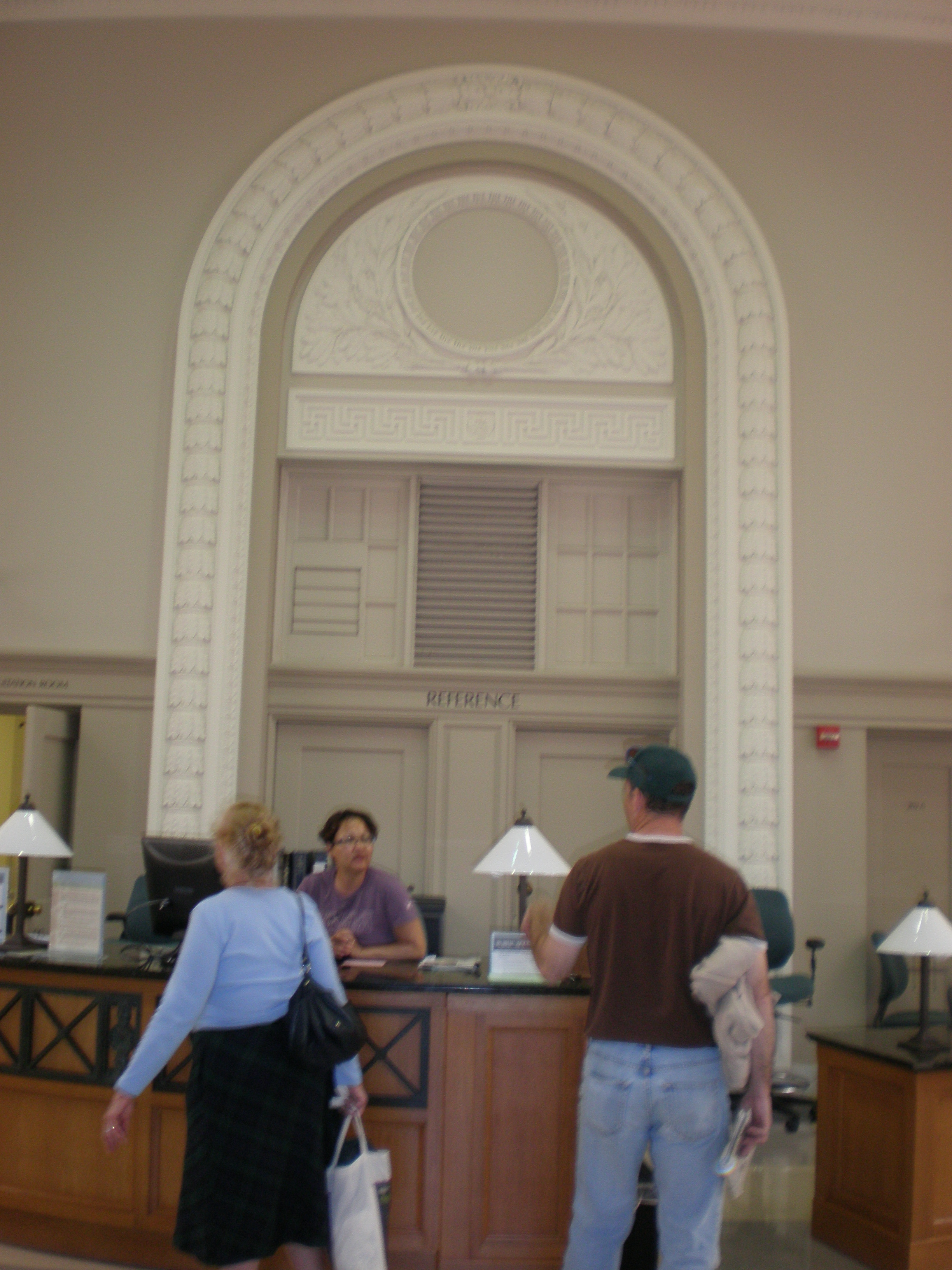

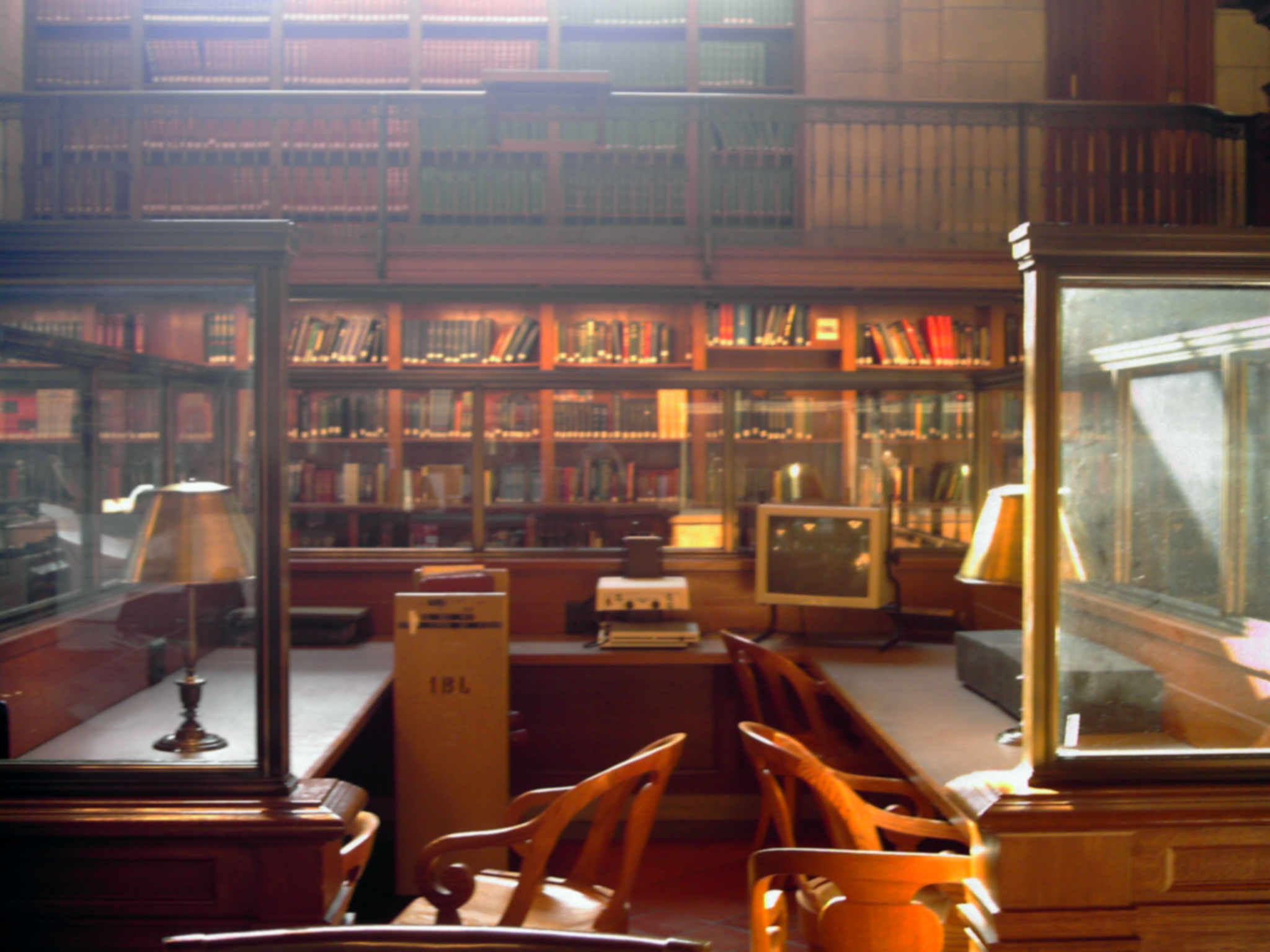

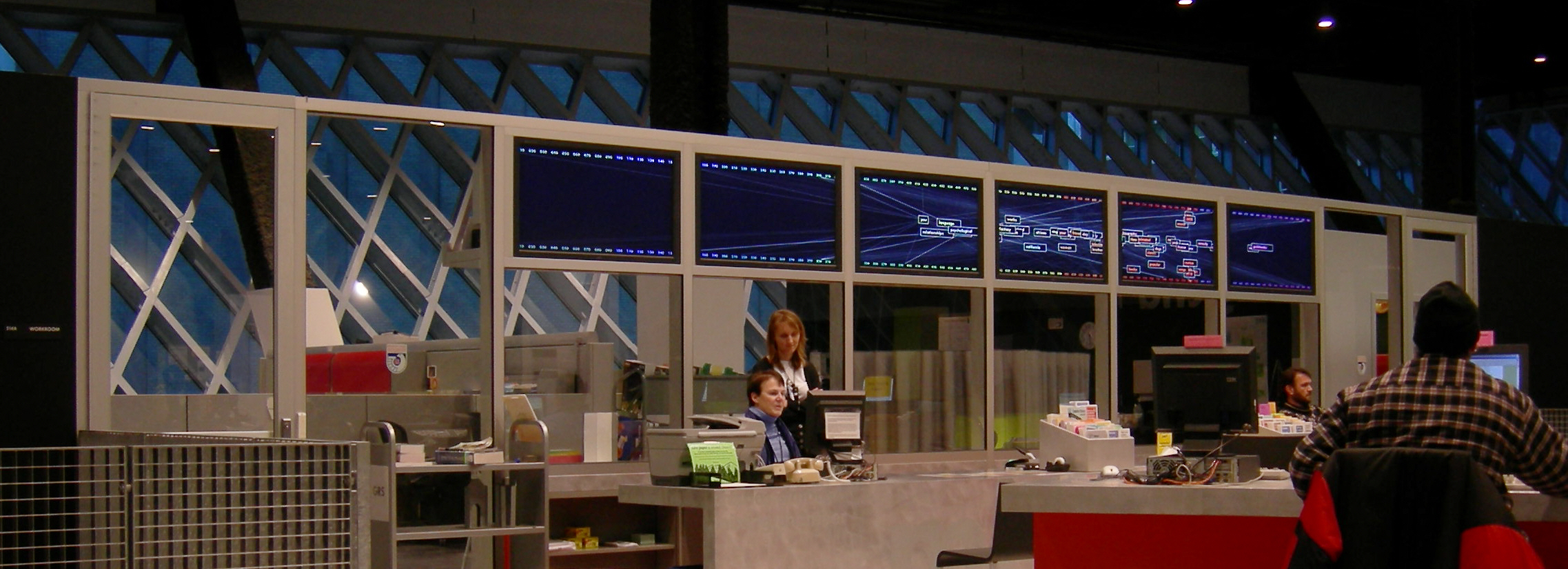

Az olvasószolgálat egy könyvtárnak a könyvtári állománya, illetve szolgáltatásai és a könyvtárhasználók közötti szakszerű és szervezett kapcsolat, tájékoztató szolgálat. Az olvasószolgálati és információs szolgáltatók hivatásos könyvtárosokból állnak, akik a könyvtár látogatóinak eligazítást adnak a könyvtári anyagokban, tájékoztatást adnak a könyvtár gyűjteményeiről, szolgáltatásairól, és szakismeretük segítségével sokágú információval és tanácsokkal szolgálnak a legkülönfélébb források alapján. Feladatkörükbe tartozhat az olvasók beíratása is.

## Olvasószolgálat
A könyvtár társadalmi célját, az olvasók tájékoztatását és nevelését valósítja meg. A könyvtár állománya, szolgáltatásai és a könyvtárhasználók közötti szakszerű, szervezett kapcsolat. Azoknak a munkatevékenységeknek az összessége, melyek közvetlenül az olvasók kiszolgálását és annak adminisztrációját összegzik.
A dokumentumok és a használók közé ékelődő munkafolyamat, melynek egyik része a tájékoztatási munkakör, másik része nyilvántartó munkafolyamat.
Az olvasószolgálati tevékenység előtervezett, szabályozott, könyvtárhasználati szabályzat rögzíti a házi szabályok rendjét (beiratkozás, kölcsönzések, nyilvántartások). 
- Közvetett tevékenység: a könyvtári szolgáltatások iránti igény felkeltése, közönségkapcsolatának szélesítése. Statisztika készítése, elemzése.
- Közvetlen tevékenység: kapcsolatfelvétel (beíratás, eligazítás a könyvtárban), eligazítás, tanácsadás, tájékoztatás, kölcsönzés (ennek nyilvántartása), eljárások (előjegyzés, másolat, könyvtárközi kölcsönzés, helyben olvasás), a dokumentumok visszavétele. Eljárások a vissza nem hozott dokumentumok esetén (hosszabbítás, felszólítás, perlés, térítés).

Az olvasók tájékoztatása és az irodalomajánlás, tanácsadás általában felsőfokú könyvtárosi szakismeretet igényel, a szakkönyvtárakban, nagyobb közművelődési könyvtárak szakrészlegeiben a speciális tudományág felsőfokú ismeretét is. Szakképzett könyvtárosi feladat az olvasói igények vizsgálata és a közönségkapcsolatok megszervezése.

## Kiegészítő információforrások
- Szepesváry Tamás. Az olvasószolgálat: referensz munka a szakkönyvtárakban (1982)
- Szepesváry Tamás. Referáló és indexelő szolgáltatások a természettudományi és műszaki információs rendszerekben. Budapest:   (1979)
- Sallai István, Sebestyén Géza. A könyvtáros kézikönyve. Budapest: Gondolat (1965)
- Horváth Tibor.szerk.: Horváth Tibor, Papp István: A könyvtártudomány és információtudomány alapjai, in: Könyvtárosok kézikönyve. Budapest: Osiris, 15-19. o. (1999). ISBN 963-379-646-6
- Könyv, könyvtár, könyvtáros (10. évf. 6. szám 2001 június)
- Könyvtáros, Szakismertető információs mappa. OMMK (1999)

### Weblapok
- Linksammlung zu Virtuellen Diensten von Bibliotheken, Nachweise zu QuestionPoint Könyvtárak virtuális szolgáltásainak és olvasószolgálatainak linkgyűjteménye (németül)
- Übersicht zur Online-Auskunft von Bibliotheken in Deutschland  A németországi könyvtárak online olvasószolgálatának áttekintése (németül)
- Deutsche Internetbibliothek német internetkönyvtár
- Mailingliste RABE RABE (Recherche und Auskunft in bibliothekarischen Einrichtungen) egyes németországi könyvtárak  olvasószolgálatainak közös levelező listája